# Baixir Gemayel
Baixir Gemayel (àrab: بشير الجميل, Baxīr al-Jumayyil, segons les transcripcions pot aparèixer com a Bachir, Bashir o fins i tot Bašir i el cognom pot aparèixer com a al-Jumayyil, El Gemaiel i Joomayyeel, pronunciació AFI [baˈʃiːr lɪʒˈmajjɪl]) (Beirut, 10 de novembre de 1947 - 14 de setembre de 1982) fou un polític libanès, comandant paramilitar i president electe. Va ser un alt mandatari del partit Falange Libanesa i comandant de la milícia Forces Libaneses durant els primers anys de la Guerra Civil Libanesa. Va ser elegit president el 23 d'agost de 1982 mentre el país era víctima de la guerra civil i ocupat per Israel i Síria. Va ser assassinat el 14 de setembre de 1982, juntament amb altres 26 persones, quan la seu de la Falange va ser destruïda en un atemptat a Beirut. La bomba va ser col·locada per Habib Tanious, que tot i no revelar l'organització a la qual pertanyia, fou vinculat per l'FBI al Partit Social Nacionalista Sirià.

## Joventut
Baixir va néixer el 10 de novembre de 1947 al barri d'Achrafieh de Beirut, i fou el més jove de sis fills. La família Gemayel és originària de la ciutat libanesa de Bikfaya, un petit poble prop de Beirut, i és una de les més influents famílies cristianes del Líban. El seu pare va ser Pierre Gemayel, fundador del partit Falange Libanesa l'any 1936 com un moviment juvenil. La Falange, encara declarada laica, va rebre la major part del seu suport dels cristians i, en particular, dels catòlics maronites. Baixir es va unir a la Falange el 1962 com a membre del seu sector estudiantil. Va assistir a l'escola de Notre Dame de Jamhour i l'Institut Libanès Modern (Institut Moderne du Liban en Fanar). Va completar la seva educació universitària formal a la Universitat de Sant Josep a Beirut. El 1971 es va graduar amb una llicenciatura en Dret, i una altra en Ciències Polítiques el 1973. Durant 1971, va assistir a l'Acadèmia de Dret Internacional a Dallas, Texas. El 1972, va ingressar en el Col·legi d'Advocats i va obrir un desptax a l'oest de Beirut.

## Activitat paramilitar
El 1970, Baixir va ser breument segrestat per militants palestins al Líban i traslladat al campament de refugiats de Tel al-Zaatar, però fou alliberat 8 hores després. Després, en 1971, va ser designat com a inspector de la branca militar de la Falange, que va formar una milícia per contrarestar la influència del que consideraven una creixent amenaça palestina al Líban.
Amb l'augment de les tensions entre l'Organització per a l'Alliberament de Palestina (OAP), amb base al Líban, i els partits cristians libanesos, entre ells la Falange, van sorgir enfrontaments en diverses ocasions. L'OAP es va guanyar el suport de molts libanesos, en particular els musulmans sunnites, drusos, i l'esquerra. Aquests libanesos pro-palestins van formar el Moviment Nacional Libanès (MNL). El 1975, en un intent d'assassinar Pierre Gemayel van ser assassinats dos falangistes per pistolers no identificats, presumptament militants palestins, des d'un automòbil. La represàlia de la Falange va ser l'atac i assassinat a un autobús de 26 milicians del Front Popular per a l'Alliberament de Palestina. Aquests fets van desencadenar la Guerra Civil Libanesa. També el 1975, Gemayel va ser acusat pel MNL de ser el responsable del Dissabte Negre  (matança de palestins i libanesos musulmans). Baixir va admetre que, si bé estava en un dur estat emocional després de la mort de quatre falangistes aquest mateix dia, ell va tractar de detenir les matances.
El 1976, amb la mort de William Hawi, Baixir va esdevenir líder de la milícia falangista. Més tard aquest any, va esdevenir un dels principals membres del  Front Libanès , una coalició de diversos partits cristians, i el principal comandant de les seves milícies, les Forces Libaneses. La milícia no només es va oposar a l'OAP, sinó també a les tropes sirianes, que havien entrat al Líban per ajudar els militants palestins, abans de convertir-se en ocupants. Baixir va liderar les seves tropes en l'anomenada "Guerra dels Cent Dies" al Líban el 1978, que van resistir amb èxit els bombardejos i atacs de les forces sirianes des de Beirut Est durant uns tres mesos, abans d'un acord negociat entre àrabs que va posar fi al setge. Durant aquest temps, Israel va ser el principal patrocinador de la milícia libanesa.

## Presidencia
Israel va envair el Líban el 1982. El ministre de Defensa d'Israel, Ariel Xaron, es va reunir amb Baixir mesos abans, per dir-li que les Forces de Defensa d'Israel estaven planejant una invasió per expulsar del Líban l'OAP, una seriosa amenaça per a ells. Aquest suport militar i polític a les forces d'Israel al Líban va enutjar molts libanesos.
L'OAP va ser expulsada del Líban a l'agost de 1982. Llavors, Baixir va anunciar la seva candidatura a la presidència. Va ser recolzat pels Estats Units, que va enviar tropes de manteniment de la pau per supervisar la retirada de l'OAP del Líban. Baixir va demanar que es quedessin més temps per mantenir l'estabilitat al Líban, però la seva sol·licitud va ser denegada. El 23 d'agost de 1982, sent l'únic candidat, Baixir Gemayel va ser elegit president.
El 3 de setembre de 1982, dues setmanes abans del seu assassinat, Baixir es va reunir amb el primer ministre israelià Menahem Beguín a Nahariya, i va acordar iniciar el procés d'establiment de relacions diplomàtiques entre Israel i el Líban des del moment en què prengués possessió del seu càrrec. No obstant això, dies més tard, va demanar a David Kimche, director general del Ministeri de Relacions Exteriors d'Israel, "Si us plau digui al seu poble que sigui pacient. M'he compromès a signar la pau amb Israel, i vaig a fer-ho. Però necessito temps: nou mesos, màxim un any. He d'arreglar les meves relacions amb els països àrabs, especialment amb l'Aràbia Saudita, perquè el Líban pugui tornar a exercir el seu paper central en l'economia d'Orient Mitjà."

## Assassinat
El 14 de setembre de 1982, Baixir es va reunir amb els seus companys de partit a la seva seu a Aschrafieh, i per última vegada com a comandant de les Forces Libaneses. A les 04:10 PM, una bomba va explotar a la seu, i va causar la mort de Baixir i de 26 polítics més de la Falange. Malgrat els rumors que Baixir havia sortit amb vida, el matí següent el primer ministre libanès Baixir Xafiq Wazzan va confirmar l'assassinat.
Habib Shartouni, un cristià maronita del Partit Social Nacionalista Sirià, va ser arrestat per l'assassinat. La seva germana vivia al pis superior a la sala on es trobava Baixir, i Shartouni la va visitar el dia anterior i va col·locar l'explosiu a l'apartament. L'endemà, li va demanar que sortís de l'edifici. Una vegada que estava fora, va detonar la bomba des de l'àrea de Nasra Achrafieh, a poques milles de distància. Quan va tornar a veure si la seva germana estava bé, va ser immediatament detingut. Més tard va confessar, dient que ho havia fet perquè "Baixir havia venut el país a Israel." Va ser empresonat 8 anys, fins que les tropes sirianes van ocupar el Líban al final de la guerra i el van alliberar el 13 d'octubre de 1990.
Les condemnes van arribar de tot el món, incloent al president dels Estats Units Ronald Reagan. Reagan era un dels mandataris que més confiava en Baixir, i va arribar a dir que "aquest prometedor jove líder havia portat la llum d'esperança per al Líban."
Existeixen diverses teories pel que fa a les parts implicades en l'assassinat. Molts van assenyalar el govern sirià i el llavors president Hafez al-Àssad com a responsables de l'assassinat. Altres van afirmar que va ser Israel qui secretament va ordenar l'assassinat en pressentir que Baixir anava a retardar el procés de pau entre el Líban i Israel.
Després de la mort de Baixir, milicians de les Forces Libaneses sota les ordres directes d'Elie Hobeika van perpetrar dos dies després com a venjança la Massacre de Sabra i Xatila, en què van assassinar en un nombre indeterminat (entre 350 i 3.500) de palestins. També a les ordres de Hobeika, el pare, la mare i un oncle de Shartouni van ser assassinats per les Forces Libaneses com a represàlia.
Amine Gemayel, germà gran de Baixir, el va substituir com a president, des del 1982 al 1988. Bastant diferent en temperament, Amine Gemayel va ser considerat com a més moderat que el seu germà, així com menys carismàtic. Molts dels seguidors de Baixir estaven insatisfets amb Amine. Finalment, les Forces Libaneses es van independitzar de la Falange i van formar el seu propi partit polític.